# Staatliches Aserbaidschanisches Sinfonieorchester

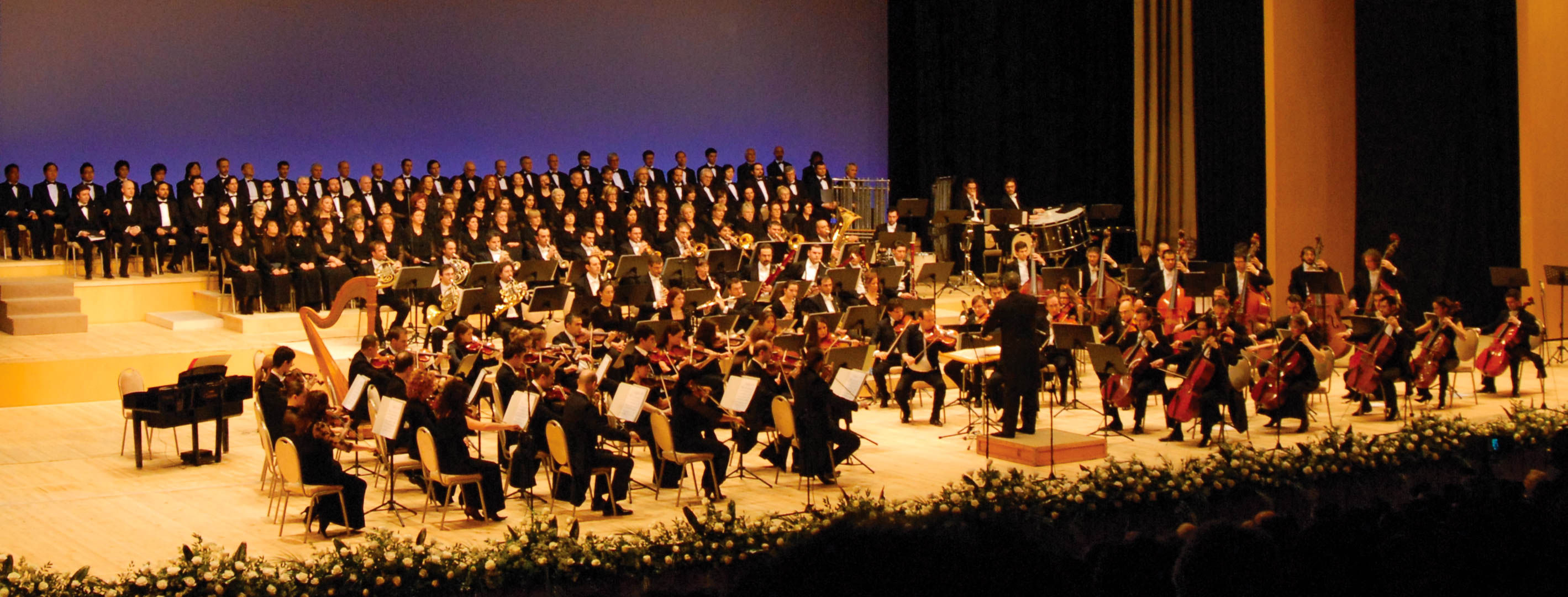
Beim „Internationalen Musikfestival Mstislaw Rostropowitsch“ in Baku

Das Aserbaidschanische Staatliche Sinfonieorchester Hadschibejow (aserbaidschanisch Hacıbəyov adına Azərbaycan Dövlət Simfonik Orkestri) ist das prominenteste Orchester Aserbaidschans. Es wurde 1920 auf Anregung des Komponisten Üzeyir Hacıbəyov als eines der ersten Orchester der Aserbaidschanischen SSR und der Sowjetunion gegründet. Der Sitz des Orchesters befindet sich in der Aserbaidschanischen Staatlichen Philharmonie in Baku.
Komponisten wie Rhené-Baton und Otto Klemperer wurden aus dem Ausland eingeladen, um den Aufbau und die Ausbildung des Klangkörpers zu unterstützen. Der erste Chefdirigent war Üzejir Hadschibejow. Von 1938 bis 1984 dirigierte sein Neffe Niyazi Hacıbəyov das Orchester. Nach seinem Tod übernahm der aserbaidschanische Volkskünstler Professor Rauf Abdullayev das Dirigentenamt. Das Orchester hat eine Reihe von Ländern bereist, darunter die Vereinigten Staaten, das Vereinigte Königreich, Frankreich, Deutschland, die Schweiz, Italien, die Türkei und Ägypten.

## Chefdirigenten
- Üzeyir Hacıbəyov (1920–1938)
- Niyazi Hacıbəyov (1938–1984)
- Rauf Abdullayev (1984–)